# Liste der Naturschutzgebiete im Landkreis Reutlingen
Im Landkreis Reutlingen gibt es 42 Naturschutzgebiete. Für die Ausweisung von Naturschutzgebieten ist das Regierungspräsidium Tübingen zuständig. Das älteste Naturschutzgebiet im Kreis ist das bereits 1937 eingerichtete Naturschutzgebiet Nägelesfelsen. Nach der Schutzgebietsstatistik der Landesanstalt für Umwelt, Messungen und Naturschutz Baden-Württemberg (LUBW)  stehen 1969,28 Hektar der Kreisfläche unter Naturschutz, das sind 1,92 Prozent.
| Name                          | Bild        | Kennung            | Einzelheiten | Position | Fläche Hektar | Datum         |
| ----------------------------- | ----------- | ------------------ | --- | -------- | ------------- | ------------- |
| Nägelesfelsen                 |             | 4.004 WDPA: 82202  | Bad Urach Durch Bergsturz und Abgleiten der Weißjuramassen entstandene Felswände auf der rechten Talseite der Erms. Wenig verwitterter Gehängeschutt. Auf dem südwestexponierten Hang artenreiche Trockenrasen sowie Eichentrockenwald mit Flaumeiche. An der Ostseite tiefe Felsspalten (Höllenlöcher); Bannwald (LWaldG § 32). | ⊙        | 13,4          | 23. Aug. 1937 |
| Greuthau                      |             | 4.009 WDPA: 7057   | Lichtenstein Sehr alte, bis in die Mitte des vergangenen Jahrhunderts von allen Vieharten beweidete Albweide auf der Reutlinger Alb, bis heute noch als Schafweide genutzt. Stark bewegtes Gelände mit Trockentälern und nackten Kalkbuckeln (Weißjura), bestanden mit einzelnen Weidbuchen, z. T. Wiederbewaldung. | ⊙        | 191,7         | 9. Feb. 1938  |
| Ursulahochberg                |             | 4.029 WDPA: 82762  | Pfullingen Hochfläche des Ursulahochberges (788 m) auf der Schwäbischen Alb. Magerwiesen auf Weißem Jura als Reste einer alten Halbkulturform mit artenreicher Krautschicht. | ⊙        | 9,0           | 18. Juli 1941 |
| Tannenhalde                   | BW          | 4.037 WDPA: 82685  | Zwiefalten, Langenenslingen Nord- und Südhänge eines schmalen Höhenrückens. Nordhänge mit frischem Hangbuchenwald, im unteren schuttreichen Bereich Schluchtwald mit Bergahorn, Esche, Bergulme und Sommerlinde. Trockene Südhänge mit thermophilem Hangbuchenwald. Auf Geröll Hasel-Gebüsch; Bannwald (LWaldG § 32). | ⊙        | 33,2          | 2. Mai 1980   |
| Ohnastetter Bühl              |             | 4.074 WDPA: 82279  | Sankt Johann Bemerkenswerter, artenreicher Pflanzenstandort auf der Reutlinger Alb mit floristischen Seltenheiten. | ⊙        | 6,3           | 21. Dez. 1973 |
| Sulzeiche                     |             | 4.092 WDPA: 82675  | Walddorfhäslach Typischer, in weitem Umkreis einzigartiger Waldsaumbiotop mit offenen Bodenflächen und Magerrasen als Lebensraum einer artenreichen Insektenfauna. | ⊙        | 1,9           | 16. Nov. 1981 |
| Wendelstein                   |             | 4.111 WDPA: 319310 | Eningen unter Achalm Wertvolle Halbtrockenrasen- und Steppenheide-Biotope mit ihrem Reichtum an seltenen, z. T. gefährdeten und vom Aussterben bedrohten Tier- und Pflanzenarten. | ⊙        | 9,7           | 5. Sep. 1983  |
| Rutschen                      | Runder Berg | 4.112 WDPA: 165270 | Dettingen an der Erms, Bad Urach Naturnaher Lebensraum, landschaftsprägende geologische Bildungen, trockenwarme bis humide Laubmischwaldgesellschaften, Trockenrasen- und Mauerfugengesellschaften; Lebensräume seltener Insekten und Amphibien, Fledermäuse und felsbewohnender Vogelarten. | ⊙        | 226,5         | 9. Dez. 1997  |
| Eichholz                      |             | 4.124 WDPA: 162889 | Gomadingen, Hohenstein In ursprünglichem Zustand erhaltene Kulturlandschaft, gekennzeichnet durch kleinflächigen Wechsel von Heideflächen, Wirtschaftsgrünland, Steinriegelhecken und Nadelholzforsten. | ⊙        | 17,0          | 2. Sep. 1985  |
| Steinbuckel                   |             | 4.125 WDPA: 165715 | Hohenstein Laubholz-Wacholderheide von landwirtschaftlichen Nutzflächen umgeben und streifenförmig durchzogen, als Rückzugsgebiet von unschätzbarem Wert für viele Pflanzenarten und Schmetterlinge, die auf Trockenbiotope und/oder nährstoffarme Böden angewiesen sind. | ⊙        | 4,0           | 2. Sep. 1985  |
| Krähberg-Kapellenberg         |             | 4.126 WDPA: 164221 | Hohenstein Wacholderheide inmitten landwirtschaftlich intensiv genutzter Landschaft, für viele Pflanzenarten und Schmetterlinge, die auf Trockenbiotope und/oder nährstoffarme Böden spezialisiert sind, eine Zufluchtstätte von unschätzbarem Wert. | ⊙        | 4,0           | 2. Sep. 1985  |
| Goldland-Klausenberg          |             | 4.130 WDPA: 163279 | Dettingen an der Erms Artenreiche, mit zahlreichen Hecken durchsetzter Halbtrockenrasen mit Quellhorizonten, sowie ein naturnaher artenreicher Hangwald; Schonwald (LWaldG § 32). | ⊙        | 117,3         | 6. Nov. 1985  |
| Taubenäcker                   |             | 4.140 WDPA: 165835 | Reutlingen Vielfältige, artenreiche Flußauelandschaft mit Quelltopf, Feuchtbiotopen wie Auewald, Schilfbestände, Quellhorizonte, Naßwiesen, Streuobstwiesen und Ruderalflächen. | ⊙        | 10,2          | 12. Okt. 1987 |
| Kugelberg                     |             | 4.141 WDPA: 164275 | Pfullingen Reizvoller Südwesthang mit Wiesen, Trockenrasen, Gebüschgruppen, naturnahen Waldbereichen, Hangwasseraustritten, Tümpeln, Felsformationen und Geröllhalden. | ⊙        | 26,7          | 12. Okt. 1987 |
| Einwinkel                     |             | 4.167 WDPA: 162898 | Reutlingen Extensiv genutzte Hochwiese mit einer Vielzahl seltener, gefährdeter, wärme- und trockenheitsliebender Pflanzenarten, kulturhistorische Bedeutung der einmähdigen Magerwiese. | ⊙        | 8,6           | 14. Mai 1990  |
| Wagenhals                     |             | 4.177 WDPA: 166127 | Eningen unter Achalm Ein durch Bergrutsch entstandenes Biotopmosaik aus Berg-Halbtrockenrasen, Sukzessionsflächen, Feuchtgebiete und ehemalige Streuobstwiesen. | ⊙        | 6,1           | 14. Jan. 1991 |
| Digelfeld                     |             | 4.188 WDPA: 162756 | Hayingen Vielgestaltige, kleinstrukturierte Landschaft der Schwäbischen Alb mit reizvollen Wacholderheiden, Waldrändern, Kiefernwäldchen, Heckengruppen, Wiesen und eingestreuten Feldern. | ⊙        | 111,5         | 16. Apr. 1991 |
| Blasenberg-Ringelesberg       |             | 4.197 WDPA: 162445 | Hohenstein Wacholderheiden als charakteristisches Landschaftselement, in einer landschaftlich relativ intensiv genutzten Landschaft – ein Refugium für an trockene und magere Standorte gebundene Tier- und Pflanzenarten. | ⊙        | 6,8           | 11. Feb. 1992 |
| Hochwiesen-Pfullinger Berg    |             | 4.200 WDPA: 163718 | Pfullingen Kulturhistorisch und landschaftlich wertvolle Albflächen-Landschaft mit intaktem Komplex aus Magerwiesen, Baumgruppen und Waldmänteln; Lebensraum für zahlreiche seltene und vom Aussterben bedrohte Pflanzen- und Tierarten. | ⊙        | 68,8          | 16. März 1992 |
| Ruchberg                      |             | 4.201 WDPA: 165237 | Sonnenbühl Das Landschaftsbild prägende Bergkuppe mit Wacholderheide; Trespen-Halbtrockenrasen, Glatthaferwiesen durchsetzt mit verschiedenen Saumgesellschaften, Hecken und Gebüschen. | ⊙        | 24,3          | 11. Mai 1992  |
| Unter Lauhern                 |             | 4.203 WDPA: 165994 | Reutlingen Reizvolle Landschaftsteile am Rande der Schwäbischen Alb mit Halbtrockenrasen, extensiven Obstwiesen, Hecken, Waldrand, Naßwiesen und Tümpel; Lebensraum für viele seltene und vom Aussterben bedrohte Tier- und Pflanzenarten. | ⊙        | 6,9           | 29. Mai 1992  |
| Hohenäcker-Imenberg           |             | 4.230 WDPA: 163743 | Lichtenstein Biotopmosaik aus großflächigen Halbtrockenrasen, Wiesen, Hecken, Gehölzen, Waldflächen und Saumbereichen als Lebensraum zahlreicher, vor allem wärme- und trockenheitliebender Pflanzen- und Tierarten, darunter viele seltene, gefährdete und geschützte Arten; es gilt das Gebiet zu erhalten, zu pflegen und zu verbessern. | ⊙        | 75,0          | 2. Nov. 1993  |
| Wonhalde-Spielberg            |             | 4.231 WDPA: 166360 | Lichtenstein Biotopmosaik aus Wacholderheiden, Halbtrockenrasen, Wiesen, Waldpartien und Saumgesellschaften als Lebensraum zahlreicher, seltener und gefährdeter, vor allem wärme- und trockenheitliebender Pflanzen- und Tierarten. | ⊙        | 118,1         | 2. Nov. 1993  |
| Schopflochberg                |             | 4.233 WDPA: 165463 | Münsingen Für die Mittlere Kuppenalb typische Bergkuppe mit artenreichen Halbtrockenrasen, Feldgehölzen, Hecken- und Streuobstwiesen als Lebensraum artenreicher Pflanzen- und Tiergemeinschaften; Brutstätte stark gefährdeter Vogelarten. | ⊙        | 6,0           | 10. Dez. 1993 |
| Seetalhalde-Galgenberg        |             | 4.234 WDPA: 165544 | Münsingen Für die Mittlere Kuppenalb typische, vielfältige und kleinstrukturierte Landschaft mit extensiv genutzten, artenreichen Halbtrockenrasen – die es zu verbessern gilt; Wacholderheiden, Feldgehölzen, Hecken, landschaftsprägenden Weidbuchen, Sukzessionsflächen und Wiesenflächen. | ⊙        | 20,0          | 10. Dez. 1993 |
| Eckenlauh-Weißgerberberg      |             | 4.236 WDPA: 162839 | Münsingen Für die Mittlere Kuppenalb typische Bergkuppen mit Halbtrockenrasen, Feldgehölzen und Weidbuchenwäldern; Trockental mit Grünland- und Weidenutzung; die extensiv genutzten, artenreichen Halbtrockenrasen sollen durch Pflegemaßnahmen erweitert und verbessert werden. | ⊙        | 41,0          | 1. Feb. 1994  |
| Kälberberg-Hochberg           |             | 4.237 WDPA: 163976 | Münsingen Für die Mittlere Kuppenalb typische Bergkuppen mit Halbtrockenrasen, Wacholderheide, Hecken, Steinriegel, Waldfläche sowie dazwischenliegende landwirtschaftliche Grünland- und Ackerflächen; die großflächigen, als Schafweiden im freien Weidebetrieb genutzten artenreichen Halbtrockenrasen, sollen verbessert werden; der weiträumige Biotopverbund mit anderen Halbtrockenrasenflächen im Münsinger Raum soll gefördert werden. | ⊙        | 60,0          | 1. Feb. 1994  |
| Buttenhausener Eichhalde      |             | 4.246 WDPA: 162666 | Münsingen Für das Große Lautertal außerordentlich landschaftsprägende Hangflächen mit Wacholderheiden unterschiedlicher Ausprägung, Halbtrockenrasen, Wiesen, Felsbildungen, Steinriegel, Hecken, Gebüschen und Wäldern. | ⊙        | 34,4          | 18. Aug. 1994 |
| Geißberg                      |             | 4.249 WDPA: 163221 | Hohenstein Für die Mittlere Kuppenalb charakteristisches Biotopmosaik aus Wacholderheiden unterschiedlicher Ausprägung, Weidbuchen, Wiesen und Feldgehölzen und ein Trockental; Glied im Biotopverbund zwischen den benachbarten Wacholderheideflächen; Sandgruben als kulturhistorisches Zeugnis. | ⊙        | 25,1          | 20. Dez. 1994 |
| Warmberg                      |             | 4.250 WDPA: 166169 | Hohenstein Für die Mittlere Kuppenalb charakteristischer, reich strukturierter Landschaftsteil aus Wacholderheiden, Acker- und Wiesenflächen, Hecken, Feldgehölzen und Waldflächen; reizvolles Landschaftsbild mit hohem Erholungswert; Halbtrockenrasen und magere Mähwiesen, Sandgruben als kulturhistorisches Zeugnis; Glied im Biotopverbund zwischen den westlich benachbarten Heideflächen. | ⊙        | 28,7          | 20. Dez. 1994 |
| Großer Stöckberg              |             | 4.251 WDPA: 163361 | Hohenstein Durch Hecken und Feldgehölze reich strukturierte, für die Mittlere Kuppenalb landschaftstypische Bergkuppe mit Wiesen und Ackerflächen und dazwischenliegende Halbtrockenrasen und angrenzendem Tümpel; Refugium für Pflanzen- und Tierwelt in der umgebenden Agrarlandschaft. | ⊙        | 13,1          | 21. Dez. 1994 |
| Halmberg                      |             | 4.252 WDPA: 163504 | Hohenstein Für die Mittlere Kuppenalb typische Bergkuppe mit einem Mosaik aus Wacholder-Forchen-Heide unterschiedlicher Ausprägung, Wiesen- und Ackerflächen und Feldgehölzen; großflächige Halbtrockenrasen mit zahlreichen seltenen und zum Teil stark gefährdeten Pflanzen- und Tierarten; Sandgruben mit standorttypischer Vegetation als kulturhistorisches Zeugnis; Biotopverbund zwischen den benachbarten Wacholderheideflächen. | ⊙        | 10,0          | 21. Dez. 1994 |
| Hüttenstuhlburren             |             | 4.253 WDPA: 163838 | Hohenstein Für die Mittlere Kuppenalb typische Bergkuppe mit einem Biotopmosaik aus Wacholderheiden unterschiedlicher Ausprägung, Gebüschgruppen, Waldflächen und Mähwiesen; reizvolles, typisches Landschaftsbild, Halbtrockenrasen mit zahlreichen seltenen und zum Teil stark gefährdeten Pflanzen- und Tierarten, Doline als geologisches Zeugnis; Glied im Biotopverbund mit den benachbarten Wacholderheideflächen | ⊙        | 19,0          | 21. Dez. 1994 |
| Höhnriß-Neuben                |             | 4.254 WDPA: 163757 | Münsingen Für die Mittlere Kuppenalb außergewöhnlich vielgestaltiges Biotopmosaik aus Quellbereichen mit Ried- und Feuchtwiesen, über Sukzessions-, Wald-, Hecken-, Wiesen- und Ackerflächen bis hin zu den sonst typischen Halbtrockenrasen; diese Vielfalt wird bedingt durch die geologischen Besonderheiten des in engster Nachbarschaft befindlichen Vorkommens von Parabasalt und vulkanischen Tuffen, Zementmergel, Bankkalken, Kalkschutt und quartären Lehmen bis zu Quellbereichen und Dolinen als Zeugnis für die besondere geologische und naturgeschichtliche Situation; weiträumiger Biotopverbund zu den benachbarten Halbtrockenrasen. | ⊙        | 50,0          | 21. Jan. 1995 |
| Schaichtal                    |             | 4.256 WDPA: 165357 | Walddorfhäslach, Dettenhausen, Aichtal Landschaftlich reizvolles Bachtal im Schönbuch mit offener, reich strukturierter Aue; kleinräumiger Wechsel von Wiesen und Brachen, mit von Gehölzen begleiteten Bachläufen, umgeben von Waldhängen mit Quellbächen und Schluchtwaldfragmenten; durch pflegliche Bewirtschaftung sollen die miteinbezogenen Waldbestände naturnah und standortgemäß in Mischwald zurückgeführt werden. | ⊙        | 203,3         | 23. Feb. 1995 |
| Bauenofen-Häulesrain-Tal      |             | 4.261 WDPA: 162347 | Hohenstein Für die Mittlere Kuppenalb typisches Trockental samt Hangbereichen mit Wacholderheiden und Weidbuchen, Feldgehölzen und im Talgrund Wiesenflächen; Sandgruben als kulturhistorisches Zeugnis mit standorttypischer Vegetation; der Biotopverbund der einzelnen Halbtrockenrasenflächen soll verbessert werden. | ⊙        | 40,0          | 15. Mai 1995  |
| Upfinger Ried                 |             | 4.263 WDPA: 166033 | Sankt Johann Feuchtgebiet mit Großseggen-Ried, Röhrichten, Naßwiesen in einem Trockental über Vulkanschlot des „Schwäbischen Vulkans“ auf der Mittleren Kuppenalb. | ⊙        | 5,8           | 21. Sep. 1995 |
| Steinberg-Dürrenfeld          |             | 4.267 WDPA: 165682 | Hohenstein Für die Mittlere Kuppenalb charakteristisches Biotopmosaik aus Wacholderheiden unterschiedlicher Ausprägung, Wald-, Wiesen- und Ackerflächen sowie Hecken und Feldgehölzen; Sandgruben mit standorttypischer Vegetation als kulturhistorisches Zeugnis; der großräumige Biotopverbund aus Wacholderheiden auf dem Gebiet der Gemeinde Hohenstein soll verbessert werden. | ⊙        | 92,2          | 10. Mai 1996  |
| Böttental                     |             | 4.283 WDPA: 318223 | Mehrstetten Für die Mittlere Flächenalb charakteristisches Trockental mit seiner südexponierten Wacholderheide, den Wiesenflächen im Talgrund und am Nordhang einschließlich der Hecken, Gebüsche, Einzelbäume, Baumgruppen und den angrenzenden Waldflächen; die Verbesserung dieses Biotopmosaiks und insbesondere der Halbtrockenrasen als Lebensraum zahlreicher gefährdeter Pflanzen- und Tierarten wird angestrebt. | ⊙        | 44,8          | 4. Feb. 1998  |
| Schandental                   |             | 4.284 WDPA: 319055 | Mehrstetten Für die Mittlere Flächenalb charakteristisches Trockental einschließlich seiner südexponierten Hangflächen mit den Wacholderheiden unterschiedlicher Ausprägung, den Waldflächen, den Hecken- und Feldgehölzen und den überwiegend den Talgrund bestimmenden Wiesen- und Ackerflächen; die Verbesserung dieses Biotopmosaiks und insbesondere der Halbtrockenrasen als Lebensraum zahlreicher gefährdeter Pflanzen- und Tierarten und die Erhaltung der auf Grund des reichstrukturierten Biotopmosaiks vorhandenen landschaftsprägenden Schönheit und Eigenart des Tales, insbesondere die Offenhaltung des Talgrundes wird angestrebt.   | ⊙        | 98,0          | 4. Feb. 1998  |
| Listhof                       |             | 4.297 WDPA: 318742 | Reutlingen Ehemaliges militärisches Übungsgelände dessen Biotopmosaik aus naturnahen Bachläufen, Auwäldern, Wäldern unterschiedlicher Ausprägung, Hecken- und Feldgehölzen, Kleingewässern, Wiesen und Weiden trockener bis feuchter Ausprägung und das reizvolle Landschaftsbild durch Pflege und Verbesserung aufgewertet werden soll. | ⊙        | 123,0         | 6. Juli 2000  |
| Echazaue                      |             | 4.311 WDPA: 344581 | Pfullingen In Stadtrandlage gelegene unverbaute kulturell geprägte Echazaue mit strukturreichem Biotopmosaik aus Grünländern, Streuobstwiesen mit Hochstämmen, Feuchtgebieten, bachbegleitenden Gehölzsäumen, Hecken, Feldgehölzen, Einzelbäumen als Lebensraum gefährdeter Pflanzen- und Tierarten sowie Vogelarten der Europäischen Vogelschutzrichtlinie. Insbesondere Halsbandschnäpper, Grauspecht, Mittelspecht, Neuntöter und Wanderfalke kommen hier vor. Das historische Kanalsystem der Wässerwiesen soll als landeskundliches und kulturelles Zeugnis erhalten werden.                                                                      | ⊙        | 50,0          | 13. Juni 2005 |
| Legende für Naturschutzgebiet |             |                    | |          |               |               |